# 312 Pierretta
312 Pierretta là một tiểu hành tinh ở vành đai chính. Nó được Auguste Charlois phát hiện ngày 28.8.1891 ở Nice. Không biết rõ nguồn gốc tên của nó.